# Söğütlü (district)
Söğütlü is een Turks district in de provincie Sakarya en telt 14.115 inwoners (2007). Het district heeft een oppervlakte van 93,5 km².
De bevolkingsontwikkeling van het district is weergegeven in onderstaande tabel.
| 1997   | 2000   | 2007   |
| ------ | ------ | ------ |
| 13.430 | 14.316 | 14.115 |